# تشارلز سي. غوست
تشارلز سي. غوست هو سياسي أمريكي، ولد في 2 سبتمبر 1888 في Pricetown, Highland County, Ohio ‏ في الولايات المتحدة، وتوفي في 20 سبتمبر 1974 في بويسي في الولايات المتحدة. نشط حزبياً في الحزب الديمقراطي. وقد انتخب عضو مجلس الشيوخ الأمريكي ‏ عن دائرة Idaho Class 2 senate seat ‏ وقد انضم خلال فترته النيابية ‏ (17 نوفمبر 1945 – 5 نوفمبر 1946) للكتلة البرلمانية الحزب الديمقراطي وانتخب Governor of Idaho ‏ (1945 – 17 نوفمبر 1945) وانتخب عضو مجلس نواب ايداهو ‏.